# Bibliothèque verte

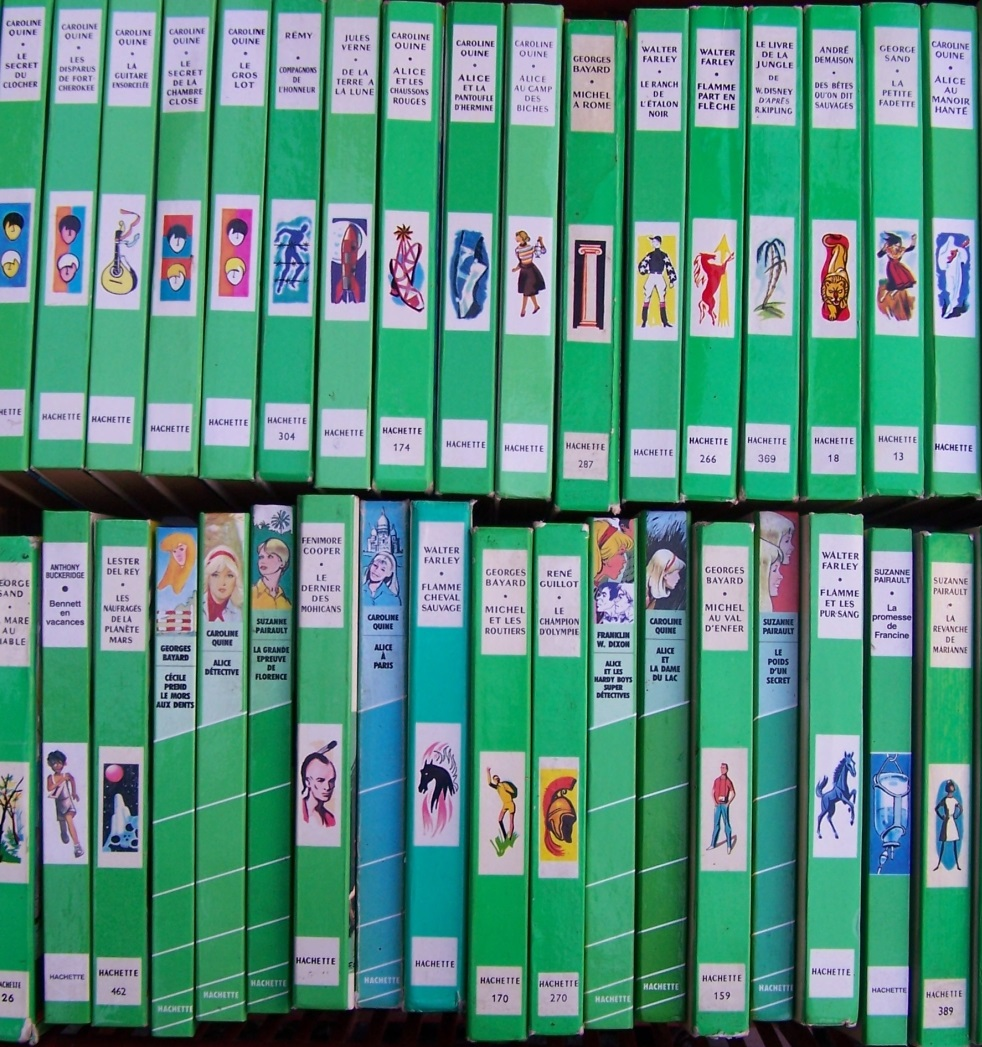
Cărți din seria Bibliothèque verte

Biblioteca verde (în franceză Bibliothèque verte) este o colecție în limba franceză de cărți pentru copii creată în 1923 de Hachette. Cărțile se caracterizează prin coperțile lor verzi. Cărțile au avut un mare succes comercial, fiind cele mai populare în perioada 1955 și 1980.

## Serii de cărți
- Alerte ! de Jack Dillon
- Alice de Caroline Quine
- Astérix, după benzi desenate de René Goscinny.

- Les Aventures d'Hercule Poirot  de Agatha Christie

- Batman, după benzi desenate și filme.

- Beast Quest

- Cars, după filme americane de animație

- Chasseurs de Dragons, după serial TV francez de animaație

- Cluedo

- Code Lyoko

- Dragon Ball

- Foot 2 Rue

- Gormiti

- Indiana Jones Jr. de Les Martin

- L'Instit

- Kenshin de Watsuki Nobuhiro, Nobuhiro Watsuki și Kaoru Shizuka

- Kid Paddle

- Lanfeust de Troy

- Les Légendaires

- Les Légendes d'Avantia

- Lucas et compagnie  de Brigitte Peskine

- Lucky Luke

- Naruto

- One Piece   de Eiichirō Oda

- Pirates des Caraïbes

- Prince of Persia

- Sabine-Juliette.com de Sophie Dieuaide

- Shaman King  de Hiroyuki Takei și Hideki Mitsui

- Sherlock Holmes de Allen Sharp

- Spiderman

- Star Wars

- Star Wars: The Clone Wars

- Storm Hawks

- Super 4 - Playmobil

- Tarzan  de Edgar Rice Burroughs

- Transformers

## Ilustratori
- J.- P. Ariel[2] (seria L'Étalon noir)
- Raoul Auger (seria L'Étalon noir)
- François Batet (seria Jules Verne)
- Yves Beaujard
- Jacques Berrueta
- Daniel Billon
- Matthieu Blanchin (Le Rêve du mort)
- Marc Bourgne
- Robert Bressy
- Albert Chazelle (seria  Alice și Les Six Compagnons)
- Tibor Csernus
- Philippe Daure (seria Michel, Une enquête des Sœurs Parker și Alice)
- Jacques Demachy
- R. Dendeville
- Henri Dimpre
- Paul Durand
- Georges Dutriac
- Micheline Duvergier
- Harry Eliott
- Henri Faivre (seria Cinq jeunes filles)
- Michel Faure
- Freddy
- Jacques Fromont
- Victor de La Fuente
- André Galland
- René-Georges Gautier
- Claude Gohérel
- Monique Gorde
- Charles-Jean Hallo
- Jeanne Hives
- R. Jouan
- Eric Juszezak
- Claude Lacroix
- Philippe Ledoux
- Yvon Le Gall
- Pierre Leroy
- Pierre Lissac
- Annie-Claude Martin
- Richard Martens
- Jean-Louis Mercier
- Lozano Olivarès
- Maurice Paulin (seria Langelot)
- Jacques Pecnard
- André Pécoud
- Patrice Pellerin
- Françoise Pichard
- Jacques Poirier (seria  Alfred Hitchcock și Chris Cool)
- Pierre Probst
- Jean Reschofsky
- Marguerite Sauvage (seria Alice)
- Joseph Sheldon
- Jean Sidobre (seria  Alice)
- Josette Stéfani
- André Taymans
- Vanni Téaldi
- Gilles Valdès
- Christian Vicini
- Pierre-Olivier Vincent